# Denton (keresztnév)
A Denton angol eredetű férfinév, jelentése: völgyben lakó.

## Névnapok
- szeptember 26.
- szeptember 27.
- április 8.